# Antônio da Silva
Antônio da Silva (Rio de Janeiro, 13 giugno 1978) è un ex calciatore brasiliano, di ruolo centrocampista.

## Carriera
Inizia la carriera da professionista nel 1997 con l'Eintracht, non disputando tuttavia alcuna partita in campionato. Dopo un'esperienza con il Wehen Wiesbaden prima, e il Magonza dopo, passa a titolo definitivo allo Stoccarda con cui vince la Bundesliga nell'annata 2006-2007.
Nel 2009 lascia il Karlsruhe per trasferirsi in prestito al Basilea, club Svizzero, vincendo il campionato e la Coppa di lega.
Il 2010 passa a titolo definitivo al Borussia Dortmund firmando un contratto annuale.
Nel 2012 indossa la casacca del Duisburg.

## Palmarès

### Club

#### Competizioni nazionali
- Campionato tedesco di seconda divisione: 1

Eintracht Francoforte: 1997-1998
- Campionato tedesco: 3

Stoccarda: 2006-2007
Borussia Dortmund: 2010-2011, 2011-2012
- Campionato svizzero: 1

Basilea: 2009-2010
- Coppa Svizzera: 1

Basilea: 2009-2010
- Coppa di Germania: 1

Borussia Dortmund: 2011-2012